# Faro de Melilla
El Faro de Melilla es el faro de la ciudad española de Melilla, está situado en la calle Miguel Acosta de Melilla la Vieja y forma parte del Conjunto Histórico Artístico de la Ciudad de Melilla, un Bien de Interés Cultural.

## Historia

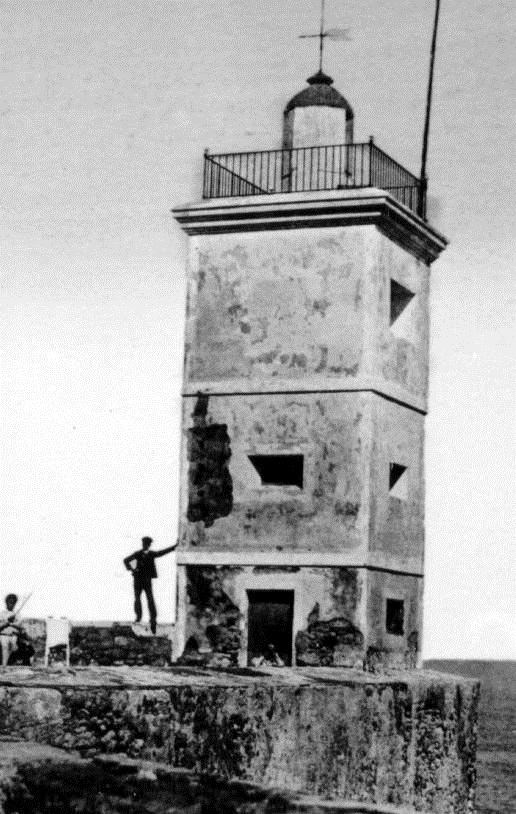
Torre del Vigía de Mar. En el emplazamiento del actual faro

Fue edificado en 1918  sobre el torreón del Bonete, en el lugar de un pequeño faro edificado en 1854, que sería denominado en 1903 la torre del Vigía de Mar.
En la actualidad alberga la Fundación Melilla Ciudad Monumental, que tiene como objetivo que Melilla sea proclamada Ciudad Patrimonio de la Humanidad y se hace cargo de las reparaciones menores en el recinto histórico.
Este faro es uno de los cuatro faros españoles de la costa de África junto con el de Ceuta, el Peñón de los Vélez y el de las Islas Chafarinas.

## Descripción

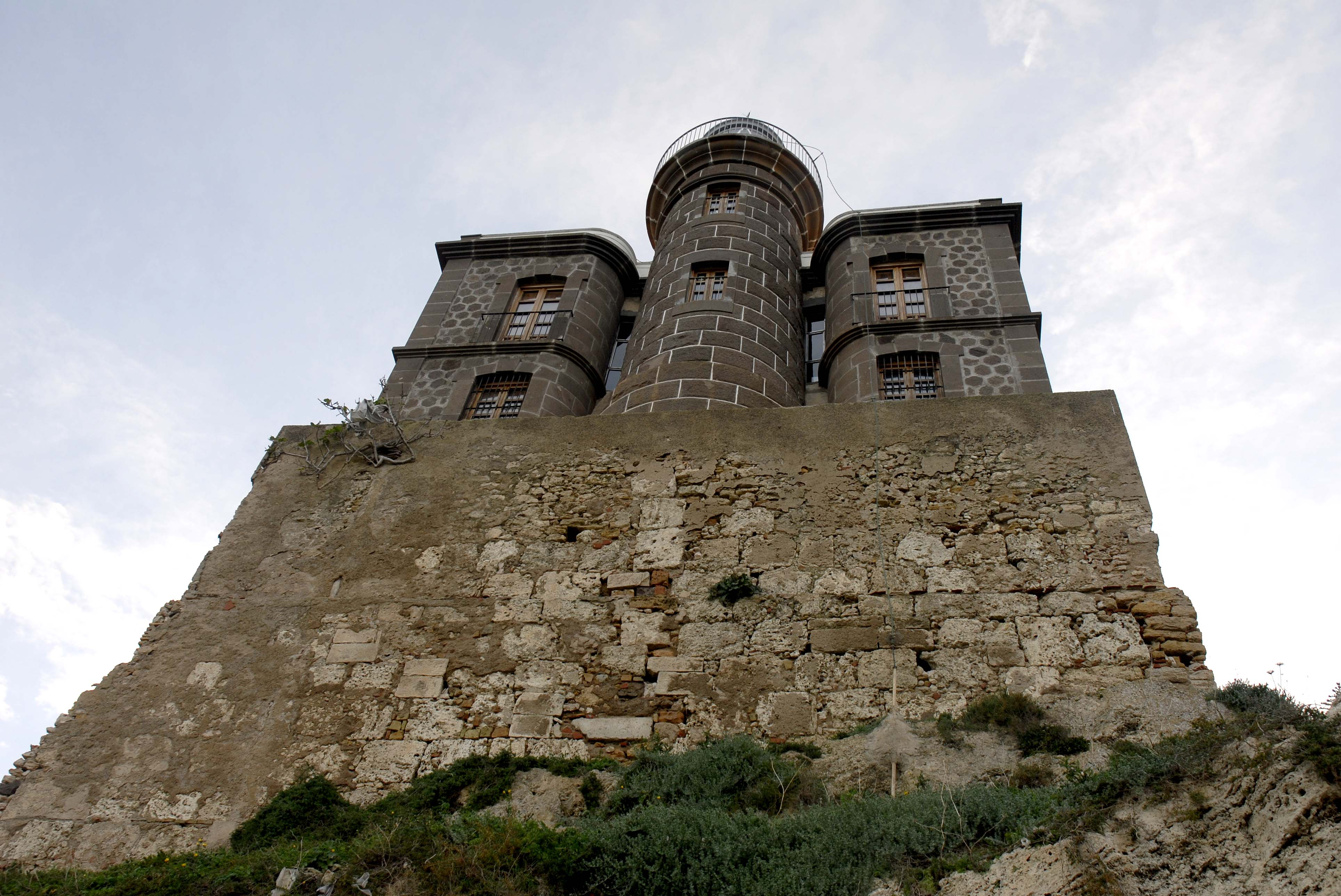
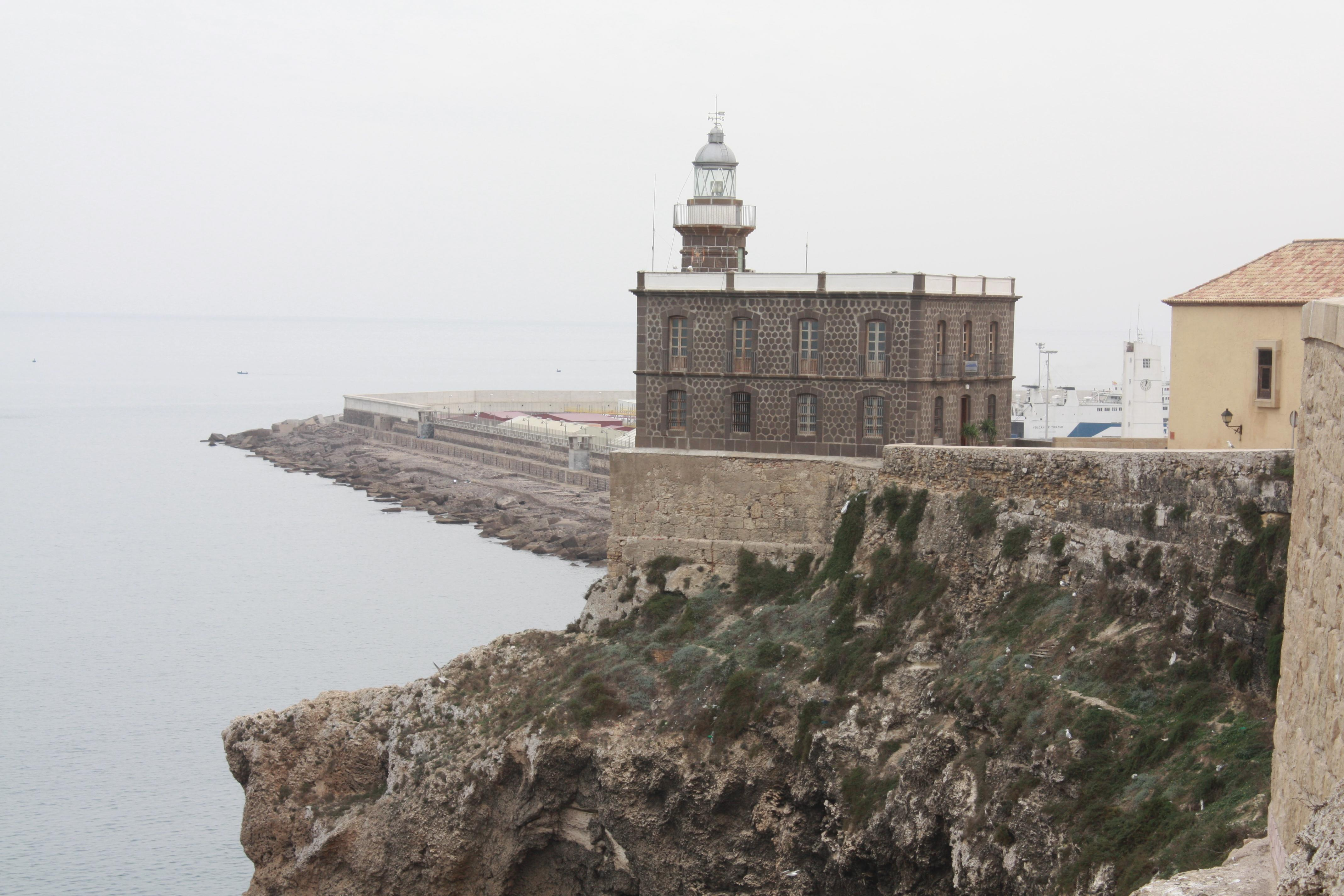
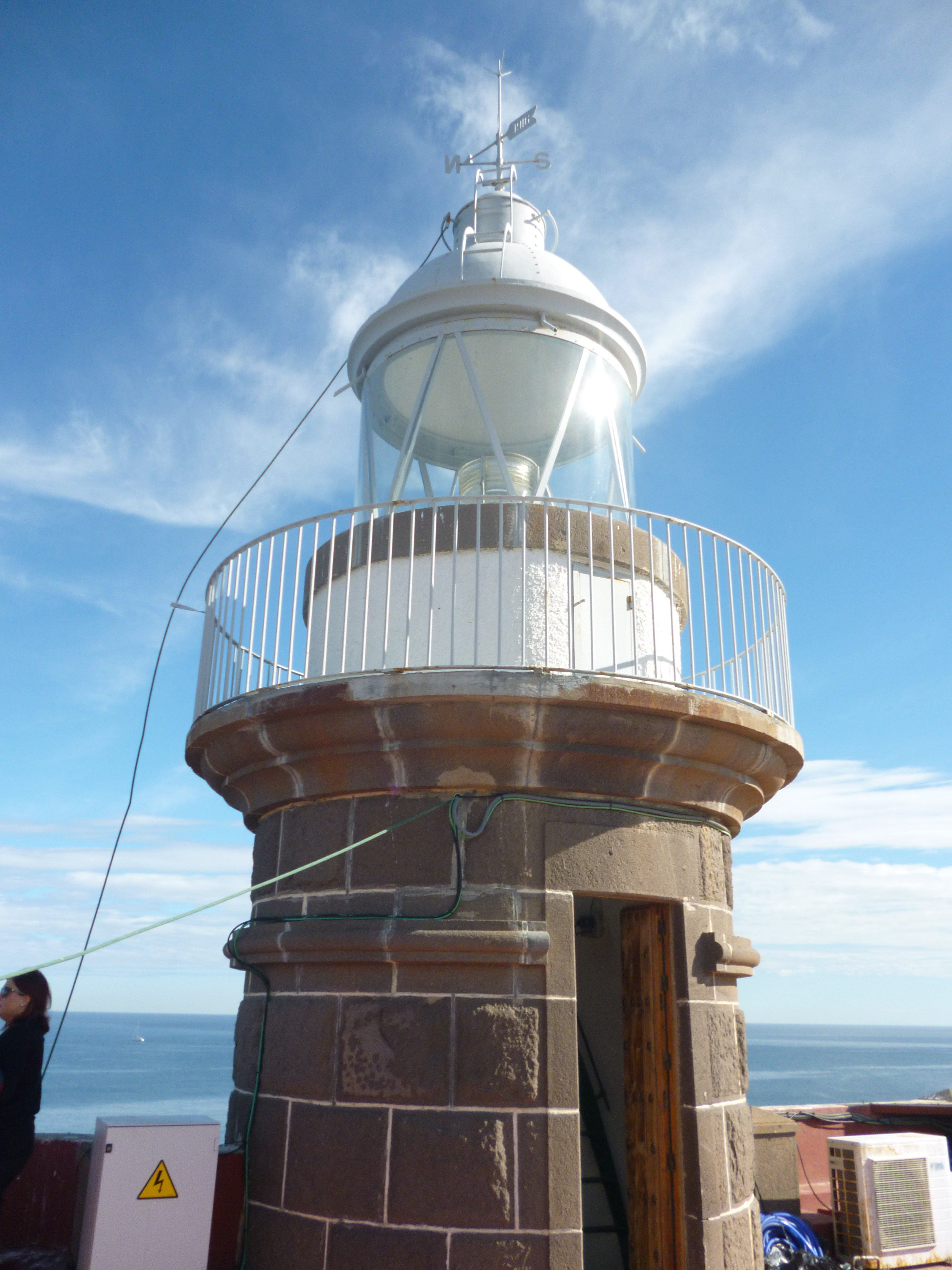
Linterna

Es una edificación cuadrada, de una planta baja y planta alta con un patio interior porticado y muros exteriores con piedra negra del monte Gurugú a la que se le añade una torre cilíndrica, el faro, con linterna. Las fachadas cuentan con vanos de arcos escarzanos, con las claves resaltadas y siendo el peto del edificio de ladrillo pintado, en lugar de la balaustrada original.